# Susan Tyrrell
Susan Tyrrell, geboren als Susan Jillian Creamer (San Francisco, 18 maart 1945 – Austin, 16 juni 2012), was een Amerikaans actrice van Ierse afkomst. Zij werd in 1973 genomineerd voor een Academy Award voor haar bijrol als Oma in het sportdrama Fat City. In 1978 won ze daadwerkelijk een Saturn Award voor die in de filmkomedie Bad.
Tyrrell debuteerde in 1971 op het witte doek als Alma in de western Shoot Out. Het bleek haar eerste van meer dan 45 filmrollen, meer dan 55 inclusief die in televisiefilms. Daarnaast verscheen Tyrrell in ruim vijftien televisieseries, hoewel zelden in meer dan één aflevering per titel. Een uitzondering hierop vormt Open All Night, waarin ze twaalf keer als Gretchen Feester te zien was. Ook sprak ze de stem van Achira in voor twee afleveringen van Extreme Ghostbusters.
Tyrrell verloor in 2000 haar beide benen aan de gevolgen van essentiële trombocytemie. Ze speelde daarna nog wel door: Ella the Fortune Teller in "Masked and Anonymous" (2003) and the High Priestess in "The Devil's Due at Midnight" (2004).

## Filmografie
*Exclusief tien televisiefilms
| - Flexing with Monty (2010) - Pieces of Dolores (2007) - The Devil's Due at Midnight (2004) - Masked and Anonymous (2003) - Buddy Boy (1999) - Swap Meet (1999) - Relax... It's Just Sex (1998) - Poison Ivy: The New Seduction (1997) - Pink as the Day She Was Born (1997) - Powder (1995) - Digital Man (1995) - The Demolitionist (1995) - Motorama (1991) - Cry-Baby (1990) - Rockula (1990) - Far from Home (1989) - Big Top Pee-wee (1988) - Tapeheads (1988) - The Chipmunk Adventure (1987, stem) - The Offspring (1987) - The Underachievers (1987) - Flesh+Blood (1985) - Avenging Angel (1985) - Angel (1984) - The Killers (1984) | - Fire and Ice (1983, stem) - Night Warning (1983) - What's Up, Hideous Sun Demon (1983) - Liar's Moon (1982) - Fast-Walking (1982) - Forbidden Zone (1982) - Storie di ordinaria follia (1981, aka Tales of Ordinary Madness) - Subway Riders (1981) - Loose Shoes (1980) - Racquet (1979) - Un autre homme, une autre chance (1977) - September 30, 1955 (1977) - I Never Promised You a Rose Garden (1977) - Bad (1977) - Islands in the Stream (1977) - Wizards (1977, stem) - The Killer Inside Me (1976) - To Kill the King (1974) - Zandy's Bride (1974) - Catch My Soul (1974) - Fat City (1972) - The Steagle (1971) - Been Down So Long It Looks Like Up to Me (1971) - Shoot Out (1971) |

## Televisieseries
*Exclusief eenmalige gastrollen
- Extreme Ghostbusters - Achira (1997, twaalf afleveringen - stem)
- Open All Night - Gretchen Feester (1981-1982, twaalf afleveringen)

- Biblioteca Nacional de España: XX1296318
- Bibliothèque nationale de France: cb140449000 (data)
- Catàleg d'autoritats de noms i títols de Catalunya: 981058507719606706
- Gemeinsame Normdatei: 1078645000
- International Standard Name Identifier: 0000 0001 0653 903X
- Library of Congress Control Number: no97004903
- MusicBrainz: f8f08c19-7ad4-4682-9611-4a50803b2c3b
- Nationale Bibliotheek van Tsjechië: xx0181718
- Système universitaire de documentation: 135479967
- Virtual International Authority File: 39578468
- WorldCat: E39PBJycMWhF3fJpPKFDpGGbVC